# Paweł Audykowski
Paweł Audykowski (ur. 7 maja 1971 w Szczecinie) – polski aktor teatralny, filmowy i telewizyjny.
W 1997 został absolwentem Wydziału Aktorskiego PWSFTviT w Łodzi; dyplom uzyskał w 1998. Prowadził program „Dzień Dobry z Polski” w TV Polonia produkowany przez Telewizję Szczecin w 1995.

## Teatr
W teatrze zadebiutował 30 kwietnia 1996 w roli Młodego Pasterza w Zimowej opowieści Shakespeare’a (reż. Bogdan Hussakowski) na deskach łódzkiego Teatru im. Stefana Jaracza.
Pierwszy angaż w teatrze otrzymał w 1998 - w Teatrze Nowym w Łodzi, gdzie pracował do 1999. Przez kolejny rok był aktorem bez stałego etatu, potem w latach 2000–2002 pracował w Teatrze Powszechnym im. Jana Kochanowskiego w Radomiu. Następnie w latach 2002-2007 był aktorem Teatru Powszechnego w Łodzi.

### Spektakle teatralne
- 1996 – Zimowa opowieść jako młody Pasterz (reż. B. Hussakowski)
- 1996 – Balladyna jako Pustelnik (reż. Rafał Sabara)
- 1998 – Faust jako Siebel (reż. Zdzisław Jaskuła)
- 1999 – Życie jest snem jako Narkoman (reż. Jacek Sut)
- 1999 – Historia o raju utraconym... (spektakl plenerowy) (reż. Piotr Cieplak)
- 1999 – Skąpiec jako Kleant (reż. Magda Teresa Wójcik)
- 2000 – Król Lear jako Oswald (reż. Linas Marijus Zaikauskas)
- 2000 – Dziady drezdeńskie jako Suzin (reż. Maciej Prus)
- 2000 – Alicja w Krainie Czarów jako Biały Króli (reż. J. Sut)
- 2001 – Fircyk w zalotach jako Fircyk; Pustak (reż. Joanna Cichoń)
- 2001 – Moralność pani Dulskiej jako Zbyszko (reż. Piotr Szczerski)
- 2001 – Romeo i Julia jako Romeo (reż. Adam Sroka)
- 2002 – Dyrektor teatru marionetek jako pierwszy amant (reż. Wiesław Hołdys)
- 2002 – Definitywny odlot bocianów (reż. Andrzej Bieniasz)
- 2002 – Tolkienada jako Arnalf (reż. Krzysztof Galos)
- 2002 – Odprawa posłów greckich jako Aleksander, czyli Parys (reż. A. Sroka)
- 2002 – Ślub – akt podróżny jako Władczio (reż. A. Sroka)
- 2003 – Szatan z siódmej klasy jako Adam Cisowski (reż. Józef Skwark)
- 2003 – Piękna Lucynda jako Adam (reż. Eugeniusz Korin)
- 2004 – Małe miasteczka (reż. Zbigniew Szczapiński)
- 2004 – Testosteron jako Janis (reż. Norbert Rakowski)
- 2005 – Śluby panieńskie jako Gustaw (reż. Marcin Sławiński)
- 2006 – Dramacik (reż. Jacek Głomb)
- 2006 – Miasteczko, w którym czas... (reż. Małgorzata Bogajewska)
- 2007 – Wesele jako pan Młody (reż. Ryszard Peryt)
- 2007 – Wszystko z miłości jako Aleksander Hamish (reż. Jerzy Zelnik)

#### Teatr Telewizji
- 2003 Sesja kastingowa (reż. Krzysztof Zanussi)

## Film
Po raz pierwszy w filmie wystąpił w 1995 w krótkometrażowym obrazie Panny smutne. Na dużym ekranie, już filmie pełnometrażowym, zadebiutował w 1998 r. rolą Rosjanina w filmie Billboard w reżyserii Łukasza Zadrzyńskiego. W 2002 r. zagrał w Suplemencie Krzysztofa Zanussiego. Występuje też w serialach telewizyjnych.

## Filmografia
- 1998: Billboard jako Rosjanin
- 2000: Dom jako WOP-ista na Okęciu sprawdzający dokumenty Klary-Martyny (odc. 22 i 24)
- 2002: Suplement jako Asystent Karola
- 2003: Na dobre i na złe jako doktor Michał Niedźwiecki, psycholog dziecięcy (odc. 149)
- 2004−2013: Pierwsza miłość jako prawnik
- 2005: Kryminalni jako psychiatra (odc. 14)
- 2006: Plebania − właściciel komisu (odc. 777)
- 2006: Apetyt na miłość jako lekarz (odc. 9)
- 2008: Na Wspólnej jako Zbigniew Malinowski
- 2008: Pitbull − wf-men (odc. 30)
- 2008: Londyńczycy − Jacek (odc. 2)
- 2008: Barwy szczęścia − lekarz (odc. 125, 126 i 128)
- 2009: Jestem twój − ojciec Marty
- 2010: Usta usta − Julian Krawczyk „Pipek” (odc. 7)
- 2011: Listy do M. − wychowawca w domu dziecka
- 2011: Układ warszawski − nabywca samochodu (odc. 8)
- 2011: Prosto w serce − jako aresztant (odc. 73)
- 2011: Wymyk − mecenas Grzegorzewski
- 2013: Prawo Agaty − rzecznik dyscyplinarny (odc. 40)
- 2013: Komisarz Alex − aktor Roman Szydło (odc. 38)
- 2013–2015: Klan jako Tomasz Rozłucki
- 2017: Ultraviolet (serial telewizyjny) jako partner Ilony (odc. 8)
- 2020: Komisarz Alex - Paweł Bonarski (odc. 176)

Etiudy
- 1995 – Pomiędzy
- 2001 – Martuś
- 2001 – Trzy związki
- 2002 – Niepogodna